# Paula Carballeira
Paula Carballeira Cabana (Maniños, Fene (La Coruña) el 7 de septiembre de 1972) es una escritora, cuentacuentos y actriz española en lengua gallega. Ganadora del Premio Nacional de Literatura Dramática en 2023. 

## Trayectoria
Reside en Santiago de Compostela (La Coruña) desde 1989, donde estudió Filología hispánica. Escribe relatos infantiles y juveniles, e pertenece a la compañía de teatro Berrobambán.

## Obras

### Literatura infantil y juvenil
- A percura, 1990, Edicións do Cumio.
- Robin e a boa xente, 1993, Edebé-Rodeira.
- Troulas, andainas, solpores e unha farsa anónima, 1996, Edebé-Rodeira.
- Mateo, 1999, Kalandraka.
- Olo-iepu-iepu, 1999, Galaxia.
- Un porco e unha vaca xa fan zoolóxico, 1999, Xerais. Literatura infantil xuvenil.
- Paco, 2001, Kalandraka.
- Correo urxente, 2002, Edebé-Rodeira.
- O ganso pardo, 2002, Edelvives.
- A era de Lázaro, 2004, Galaxia.
- Smara, 2006, Kalandraka. Literatura infanto-xuvenil.
- Boas noites, 2007, Xerais/Junta de Galicia.
- A casa redonda, 2008, Baía.
- As outras historias, 2011, Galaxia.
- Casas, 2012, Tambre.
- O principio, 2012, Kalandraka.
- A burra Ramona, 2013, Baía.
- O refugallo, 2013, Xerais.

O LOBOSOME DE CANDEAN
- 13 AVISOS, Contos para ler pola noite, 2015.

### Teatro
- Alicia & Alicia, 2010, Edicións Morgante.
- Pressing catch, 2010, Positivas.
- A folla máis alta, 2012. Versión dramática do poemario Contatrás.
- O refugallo, 2013, Xerais. Premio Manuel María 2013, 2016.

### Poesía
- Contatrás, 2006, Positivas.
- Contatrás, II-I, 2012, Positivas.

### Narrativa
- O lobishome de Candeán, 2009, Galaxia.

### Obras colectivas
- Ninguén está só, 2001, Tris Tram.
- Longa lingua, 2002, Xerais.
- Postais do Camiño, 2004, Galaxia.
- Versus cianuro. Poemas contra a mina de ouro de Corcoesto, 2013, A. C. Caldeirón.
- Xabarín 18, 2013, EEI Monte da Guía/Concello de Vigo/Galaxia.

## Premios
- 2º Premio do Concurso nacional de contos infantiles O Facho no 1988, por A morte do mar.
- I Premio Manuel María de Literatura Dramática Infantil, no 2006, por Boas noites.
- Ganadora do Premio Manuel María de Literatura Dramática Infantil no 2011, por O refugallo.
- Premio Nacional de Literatura Dramática 2023 por su obra, 'As alumnas',[1]

## Televisión
- Pepe O Inglés, (2005, estrenada en el 2006 en TVG)
- Libro de Familia (2005-2013) como Carmiña.